# Confessio Catholica
Confessio Catholica  è una delle opere principali del teologo luterano ortodosso tedesco Johann Gerhard (1582–1637). Cerca di provare il carattere evangelico e cattolico della dottrina luterana della Confessione di Augusta, con l’ausilio delle opere di autori approvati dalla Chiesa cattolica romana.
Il titolo completo è Confessio catholica, in qua doctrina catholica et evangelica, quam ecclesiae Augustanae confessioni addictae profilentur, ex Romano-catholicorum scriptorum suffragiis confirmatur, pubblicato a Francoforte e a Lipsia tra il 1634 e il 1637. Basato sul Catalogus testium veritatis di Flacio, è allo stesso tempo un'apologia e una critica estesa del Credo luterano.
La prima parte è generale e tratta i principia et media nostrae et pontificiae religionis. Gli altri tre volumi trattano gli articoli di fede contestati nell'ordine del Bellarmino, il polemista per eccellenza. I suoi contenuti possono essere paragonati ai loci communi theologici, una precedente trattazione di molti temi comuni alla Confessio Catholica.